# Il tempo (film)
Il tempo (Waati) è un film del 1995 diretto da Souleymane Cissé.
Fu presentato in concorso al Festival di Cannes 1995.